# اعتلال الشبكية فالسالفا
يُعد اعتلال الشبكية فالسالفا أحد الأشكال المميزة والخاصة من اعتلالات الشبكية، وهو ناجم بشكل رئيسي عن حدوث نزيف شبكي ثانوي يحدث نتيجة مباشرة لتمزق في الأوعية الدموية الدقيقة الموجودة في الشبكية. ويُعزى هذا التمزق في الغالب إلى الارتفاع الحاد والمفاجئ في الضغط داخل التجويف الصدري أو التجويف البطني، وهو ما يُعرف بظاهرة فالسالفا، والتي تنجم غالبًا عن أداء مجموعة من الأنشطة البدنية الشاقة أو المجهدة، مثل رفع الأثقال، أو السعال الشديد، أو القيء القوي، أو حتى أثناء الولادة الطبيعية. وتؤدي هذه الزيادة المفاجئة في الضغط الداخلي إلى انتقال الضغط إلى الأوعية العينية، مما يتسبب في تمزق الأوعية الهشة داخل الشبكية، وبالتالي حدوث نزيف قد يكون سطحيًا أو عميقًا بحسب شدة الحالة ومكان التأثير. ويُعتبر هذا النوع من الاعتلالات حالة عابرة في كثير من الأحيان، إلا أنه قد يتطلب تدخلاً طبيًا في حال كان النزيف كبيرًا أو أثر بشكل ملحوظ على حدة البصر.

## الفسيولوجيا المرضية
اعتلال الشبكية فالسالفا هو شكل من أشكال النزيف تحت الشبكية أو تحت الغشاء الزجاجي أو تحت الغشاء الداخلي المحدد والذي يحدث بسبب تمزق الأوعية الدموية في الشبكية بسبب النشاط البدني الشاق. قد يؤدي المجهود البدني مثل رفع الأثقال والتمارين الهوائية والسعال والعطس والإجهاد أثناء التبرز والقيء والجماع والحمل  والربو  ونفخ البالونات ونفخ الآلات الموسيقية أو الإنعاش القلبي الرئوي أو إصابات الضغط إلى زيادة مفاجئة في الضغط داخل الصدر أو داخل البطن وقد يؤدي إلى تمزق الأوعية الدموية السطحية في شبكية العين.  يؤدي الارتفاع المفاجئ في الضغط الوريدي بسبب الضغط داخل الصدر أو داخل البطن إلى تمزق الشعيرات الدموية الصغيرة المحيطة بالبقعة الشبكية، مما يؤدي إلى نزيف أمام البقعة بدرجات متفاوتة من الشدة. 

## العلامات والأعراض
العرض الرئيسي لاعتلال الشبكية فالسالفا هو فقدان مفاجئ وغير مؤلم للرؤية.  ومن الأعراض الأخرى ظهور عوامات مفاجئة وعيوب في المجال البصري المركزي أو المحيط بالعين والغثيان الناتج عن ارتفاع ضغط العين .  

## تشخبص
قد يكون لدى المرضى تاريخ من فقدان البصر المفاجئ بعد ممارسة نشاط بدني شاق. يجب إجراء الفحص البدني وفحص العين لتشخيص اعتلال الشبكية فالسالافا. يمكن استخدام التصوير المقطعي البصري لتحديد موقع النزيف. 

## المضاعفات
أحد المضاعفات الرئيسية لاعتلال الشبكية فالسالفا هو نزيف الجسم الزجاجي . 

## علم الأوبئة
.

## علاج
اعتمادًا على موقع ومدى النزيف، عادةً ما يختفي اعتلال الشبكية فالسالفا في غضون أسابيع إلى أشهر، دون أي مضاعفات.  يُنصح المرضى بتجنب الأدوية المضادة للتخثر والأنشطة البدنية التي تسبب زيادة الضغط داخل الصدر أو داخل البطن.  من أجل التعافي السريع، قد يُنصح أحيانًا باستخدام ليزر Nd:YAG أو ليزر الأرجون لاستئصال الغشاء. 

## تاريخ
تم وصف اعتلال الشبكية فالسالفا لأول مرة في عام 1972 من قبل طبيب العيون الأمريكي توماس د. دوان . 